# Ель-Каляа
Ель-Каляа (араб. القلعة) - село в Тунісі. Розташоване у  вілаєті Кебілі та у регіоні Нафзава. Знаходиться на південно-східному березі озера Шотт-ель-Джерід.